# 스타하놉스카야역
스타하놉스카야역(러시아어: Стахановская)은 모스크바 지하철 네크라솝스카야 선의 역이다. 스타하놉스카야 역은 2020년 3월 27일에 개장했다. 초기 역명은 스타하놉스카야 울리차(Стахановская Улица)로, 이 역은 공산주의 노동 영웅 광부 알렉세이 스타하노프의 이름을 따서 명명되었다.